# 諾沃國家公園
7°57′32″S 56°40′23″W / 7.959°S 56.673°W
諾沃國家公園（葡萄牙語：Parque Nacional do Rio Novo），是巴西的國家公園，位於該國北部帕拉州，成立於2006年2月13日，佔地53.8萬公頃，覆蓋新普羅格雷索和伊泰圖巴地區，每年平均降雨量2,337毫米。